# Linda semivittata
Linda semivittata är en skalbaggsart som först beskrevs av Leon Fairmaire 1887.  Linda semivittata ingår i släktet Linda och familjen långhorningar. Inga underarter finns listade i Catalogue of Life.